# Oscar Arizaga
Oscar Gilberto Arizaga Guzmán (20 agosto 1957 – Callao, 26 giugno 2023) è stato un calciatore peruviano, di ruolo difensore.

## Carriera
Con la Nazionale peruviana ha preso parte ai Mondiali 1982.